# FRAGMENT (藍井エイルのアルバム)
『FRAGMENT』（フラグメント）は、藍井エイルの4枚目のオリジナル・アルバム。2019年4月17日にSACRA MUSICから発売された。

## 概要
- 体調不良による活動の一時休止からの復帰後初のオリジナル・アルバム。
- 活動休止前に発売されたシングル「シューゲイザー」、「アクセンティア」、「翼」は休止前のベスト盤に収録済みの為、本作には収録されていない。
- 販売形態は、初回生産限定盤A（VVCL-1430/1）・初回生産限定盤B（VVCL-1430/3）・完全生産限定盤（VVCL-1427/9）・通常盤（VVCL-1434）の4種リリースで、初回盤A・Bには映像とフォトブック、完全生産限定盤には映像とフォトブックに加えTシャツが付属する。

## 収録曲
1. 約束 [4:46]
作詞：Eir・重永亮介、作曲・編曲：重永亮介
2. SINGULARITY [4:43]
作詞・作曲・編曲：重永亮介
3. 流星 [4:12]
作詞：Eir・津波幸平、作曲・編曲：津波幸平
TVアニメ『ソードアート・オンライン オルタナティブ ガンゲイル・オンライン』OPテーマ。
4. UNLIMITED [4:36]
作詞：篤志・minami rumi、作曲・編曲：篤志
VRゲーム『東京クロノス』オープニングテーマ。
5. グローアップ [4:19]
作詞：Eir、作曲・編曲：篤志
6. 螺旋世界 [4:19]
作詞・作曲：TAMATE BOX・Eir、編曲：TAMATE BOX
7. パズルテレパシー [4:38]
作詞・作曲：カノエラナ、編曲：重永亮介
8. FROATIN' [4:13]
作詞：安田貴広・Eir、作曲・編曲：安田貴広
9. アイリス [4:07]
作詞：Eir、作曲：ArmySlick・Lauren Kaori、編曲：ArmySlick
TVアニメ『ソードアート・オンライン アリシゼーション』EDテーマ。
10. 今 [4:23]
作詞・作曲：水野良樹、編曲：江口亮
11. フラグメント [4:47]
作詞・作曲：Eir、編曲：山下洋介

### 初回生産限定盤特典映像
1. 約束（Music Video）
2. 流星（Music Video）
3. アイリス（Music Video）
4. UNLIMITED（Music Video）
5. FRAGMENT Making Movie